# Іліарабіх
Іліарабіх (Ілі-Рапі) — цар (енсі) міста-держави Бібл в середині XIV ст. до н. е.

## Життєпис
Найперша згадка про Іліарабіха відноситься до пануванні в Біблі його брата Рібадді. В одному з послань останнього, спрямованих до єгипетського фараона Ехнатона, міститься приписка зроблена від імені Іліарабіха. Це свідчить про те, що вже в той час той обіймав високе політичне становище. Частина істориків припускає, що він міг бути одним перших з суфетів Біблу, тобто намісників царя за його відсутності.
Під час облоги Бібла з боку Азіру, царя Амурру, держав Сідон, Тір і Азвад, Рібадді рушив до Беріта з наміром отримав допомогу. В цей час Іліарабіх вступив у змову зі знаттю та Азіру, звнаслідок чого захопив владу в державі. Внаслідок цього Рібадді, що повернувся, не зміг увійти до Бібла. Іліарабіха невдовзі було оголошено царем. З Азіру був укладений мир, за умовами якого Бібл повернув частину своїх володінь в обмін на визнання того своїм зверхником.
Відомі його листи до фараона Ехнатона, в яких той запевняв єгипетського володаря у своїй вірності, а також повідомляв про успіхи Азиру і просив надати Біблу військову допомогу для відбиття його нападів. Відповіді фараона на ці послання невідомі.
Тривалість панування Іліарабіха невідомі. Його наступником напевне став Ахірам Ітобаал.